# Thamnosophis
Thamnosophis är ett släkte av ormar som ingår i familjen snokar.
Arterna är med en längd mellan 75 och 150 cm medelstora ormar. De lever på Madagaskar i ursprungliga regnskogar, i återskapade skogar och i kulturlandskap. Individerna vistas främst på marken och de har huvudsakligen groddjur som föda. Honor lägger ägg.
Arter enligt Catalogue of Life:
- Thamnosophis epistibes
- Thamnosophis infrasignatus
- Thamnosophis lateralis
- Thamnosophis martae
- Thamnosophis stumpffi